# Cursorius
Cursorius is een geslacht van vogels uit de familie renvogels en vorkstaartplevieren (Glareolidae). Het geslacht telt vijf soorten.

## Soorten
- Cursorius coromandelicus – Indische renvogel
- Cursorius cursor – Renvogel
- Cursorius rufus – Rosse renvogel
- Cursorius somalensis – Somalische renvogel
- Cursorius temminckii – Temmincks renvogel